# Antamenes hostilis
Antamenes hostilis är en stekelart som beskrevs av Giordani Soika 1961. Antamenes hostilis ingår i släktet Antamenes och familjen Eumenidae. Inga underarter finns listade i Catalogue of Life.